# Regno di Ndongo
Il regno di Ndongo, precedentemente noto come Angola o Dongo, era uno stato africano della prima età moderna situato in quella che oggi è l'Angola.
Il regno di Ndongo è stato notato la sua presenza per la prima volta nel sedicesimo secolo. Era uno dei molteplici stati vassalli del Kongo, sebbene Ndongo fosse il più potente di questi con un re chiamato Ngola.
Poco si sa del regno all'inizio del XVI secolo. "Angola" era elencato tra i titoli del re del Kongo nel 1535, quindi è probabile che fosse in qualche modo subordinato al Kongo. Le sue stesse tradizioni orali, raccolte alla fine del XVI secolo, in particolare dal gesuita Baltasar Barreira , descrivevano il fondatore del regno, Ngola Kiluanje, noto anche come Ngola Inene, come un migrante del Kongo, capo di un gruppo etnico di lingua kimbundu.